# La Douleur de l'amour
Pour plus de détails, voir Fiche technique et Distribution.
La Douleur de l'amour (Kærlighedens smerte) est une tragédie dramatique danoise écrite et réalisée par Nils Malmros et sortie en 1992.

## Fiche technique
- Titre original :  Kærlighedens smerte
- Titre français : La Douleur de l'amour
- Réalisation : Nils Malmros
- Scénario : Nils Malmros
- Photographie : Jan Weincke
- Montage : Birger Møller Jensen
- Musique : Gunner Møller Pedersen
- Pays de production : Danemark
- Langue originale : danois
- Format : couleur
- Genre : tragédie dramatique
- Durée : 115 minutes
- Date de sortie : 
  - Danemark : 30 octobre 1992

## Distribution
- Tanja Skov : Kirsten 9 år
- Martin Berg : Gert
- Marianne Pedersen : Pige
- Majken Jensen : Pige
- Laura Katborg : Pige
- Niels Ørnen Norup : Dreng
- Søren Overgaard : Dreng
- Birthe Neumann : Kirstens mor
- Waage Sandø : Kirstens far
- Søren Østergaard : Søren
- Christian Alsøe : Torben
- Anne Louise Hassing : Kirsten
- Peder Dahlgaard : Anders
- Anni Bjørn : Inge-Lise
- Poul Otto Udsen : Lejrchef
- Thorkild Bjerrum Andersen : Gymnasiast
- Jan Lagermand Lundme : Gymnasiast (as Jan Lundme)
- Peter Gård Sørensen : Første tjener
- John Olsen : Pianist
- Ove Pedersen : Eksaminator i psykologi
- Mads-Peter Neumann : Første censor i psykologi
- Victor Marcussen : Anden censor i psykologi
- Karin Flensborg : Eksaminator i formning
- Jytte Irene Møller : Censor i formning
- Finn Nielsen : Lasse
- Dennis Otto Hansen : Lasses ven (as Dennis Hansen)
- Eva Maria Zacho : Kvinde på bodega
- Ebbe Engholm : Dreng i børnehave
- Christian Maibom : Anden tjener
- Jytte Kvinesdal : Jordemoder
- Lone Holleufer : Fødehjælper
- Jette Frovin Jensen : Første barselssygeplejer
- Solvej Larsen : Anden barselssygeplejer
- Kamilla Gregersen : Julie
- Katharina Herforth Rendtslev : Nina
- Sven Ole Schmidt : Viggo
- Peter Dau : Pilgaard
- Ole Simonsen : Keld
- Poul Clemmensen : Fredlund
- Henrik Skensved : Plejer
- Ejnar Hans Jensen : Overlæge